# Nascar Winston Cup Series 2001

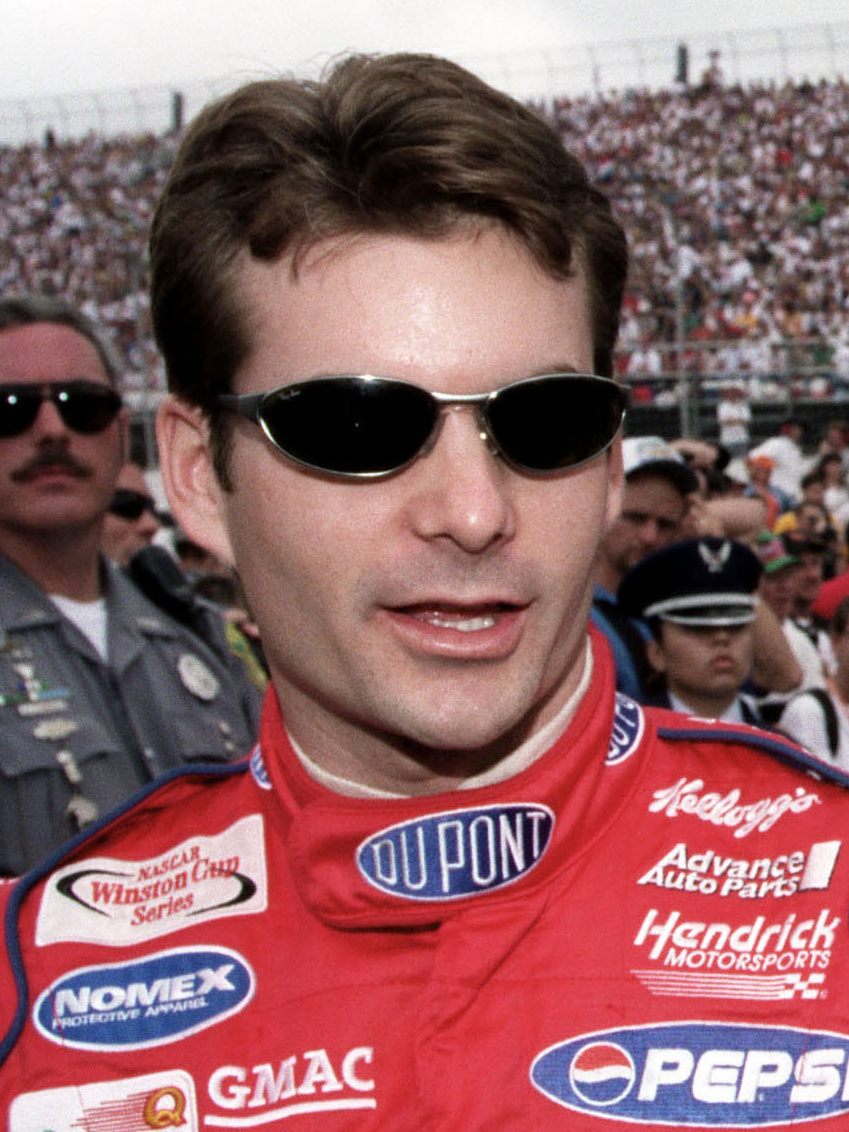
Jeff Gordon vann förarmästerskapet.

Nascar Winston Cup Series 2001 var den 53:e upplagan av den främsta divisionen av professionell stockcarracing i USA sanktionerad av National Association for Stock Car Auto Racing. 
Säsongen bestod av 36 race och inleddes på Daytona International Speedway med uppvisningsloppen Bud Shootout 11 februari och Gatorade 125s 15 februari, vilket även var slutkval till den 43:e upplagan av Daytona 500. Säsongen avslutades 23 november på New Hampshire International Speedway med New Hampshire 300. Serien vanns av Jeff Gordon, vilket var hans fjärde och sista mästerskapstitel. Chevrolet vann märkesmästerskapet.
Dodge återkom till serien efter att varit borta från den sedan 1985. Den sjufaldige cup-mästaren Dale Earnhardt förolyckades under Daytona 500 på det sista varvet.

## Tävlingskalender
| Nr | Officiellt namn                              | Bana                                                        | Datum          |
| -- | -------------------------------------------- | ----------------------------------------------------------- | -------------- |
| U  | Budweiser Shootout                           | Daytona International Speedway, Daytona Beach, Florida      | 11 februari    |
| KV | Gatorade 125s                                | Daytona International Speedway, Daytona Beach, Florida      | 15 februari    |
| 1  | Daytona 500                                  | Daytona International Speedway, Daytona Beach, Florida      | 18 februari    |
| 2  | Dura Lube 400                                | North Carolina Speedway, Rockingham, North Carolina         | 25–26 februari |
| 3  | UAW-DaimlerChrysler 400                      | Las Vegas Motor Speedway, Las Vegas, Nevada                 | 4 mars         |
| 4  | Cracker Barrel Old Country Store 500         | Atlanta Motor Speedway, Hampton, Georgia                    | 11 mars        |
| 5  | Carolina Dodge Dealers 400                   | Darlington Raceway, Darlington, South Carolina              | 18 mars        |
| 6  | Food City 500                                | Bristol Motor Speedway, Bristol, Tennessee                  | 25 mars        |
| 7  | Harrah's 500                                 | Texas Motor Speedway, Fort Worth, Texas                     | 1 april        |
| 8  | Virginia 500                                 | Martinsville Speedway, Ridgeway, Virginia                   | 8 april        |
| 9  | Talladega 500                                | Talladega Superspeedway, Talladega, Alabama                 | 22 april       |
| 10 | Napa Auto Parts 500                          | California Speedway, Fontana, Kalifornien                   | 29 april       |
| 11 | Pontiac Excitement 400                       | Richmond International Raceway, Richmond, Virginia          | 5 maj          |
| U  | No Bull Sprint                               | Lowe's Motor Speedway, Concord, North Carolina              | 19 maj         |
| U  | Winston Open                                 | Lowe's Motor Speedway, Concord, North Carolina              | 19 maj         |
| U  | The Winston                                  | Lowe's Motor Speedway, Concord, North Carolina              | 19–20 maj      |
| 12 | Coca-Cola 600                                | Lowe's Motor Speedway, Concord, North Carolina              | 27 maj         |
| 13 | MBNA Platinum 400                            | Dover Downs International Speedway, Dover, Delaware         | 3 juni         |
| 14 | Kmart 400                                    | Michigan International Speedway, Brooklyn, Michigan         | 10 juni        |
| 15 | Pocono 500                                   | Pocono Raceway, Long Pond, Pennsylvania                     | 17 juni        |
| 16 | Dodge/Save Mart 350                          | Sears Point Raceway, Sonoma, Kalifornien                    | 24 juni        |
| 17 | Pepsi 400                                    | Daytona International Speedway, Daytona Beach, Florida      | 7 juli         |
| 18 | Tropicana 400                                | Chicagoland Speedway, Joliet, Illinois                      | 15 juli        |
| 19 | New England 300                              | New Hampshire International Speedway, Loudon, New Hampshire | 22 juli        |
| 20 | Pennsylvania 500                             | Pocono Raceway, Long Pond, Pennsylvania                     | 29 juli        |
| 21 | Brickyard 400                                | Indianapolis Motor Speedway, Speedway, Indiana              | 5 augusti      |
| 22 | Global Crossing @ The Glen                   | Watkins Glen International, Watkins Glen, New York          | 12 augusti     |
| 23 | Pepsi 400 Presented by Meijer                | Michigan International Speedway, Brooklyn, Michigan         | 19 augusti     |
| 24 | Sharpie 500                                  | Bristol Motor Speedway, Bristol, Tennessee                  | 25 augusti     |
| 25 | Mountain Dew Southern 500                    | Darlington Raceway, Darlington, South Carolina              | 2 september    |
| 26 | Chevrolet Monte Carlo 400                    | Richmond International Raceway, Richmond, Virginia          | 8 september    |
| 27 | MBNA Cal Ripken Jr. 400                      | Dover Downs International Speedway, Dover, Delaware         | 23 september   |
| 28 | Protection One 400                           | Kansas Speedway, Kansas City, Kansas                        | 30 september   |
| 29 | UAW-GM Quality 500                           | Lowe's Motor Speedway, Concord, North Carolina              | 7 oktober      |
| 30 | Old Dominion 500                             | Martinsville Speedway, Ridgeway, Virginia                   | 14 15 oktober  |
| 31 | EA Sports 500                                | Talladega Superspeedway, Talladega, Alabama                 | 21 oktober     |
| 32 | Checker Auto Parts 500 presented by Pennzoil | Phoenix International Raceway, Phoenix, Arizona             | 28 oktober     |
| 33 | Pop Secret Microwave Popcorn 400             | North Carolina Speedway, Rockingham, North Carolina         | 4 november     |
| 34 | Pennzoil Freedom 400                         | Homestead-Miami Speedway, Homestead, Florida                | 11 november    |
| 35 | Napa 500                                     | Atlanta Motor Speedway, Hampton, Georgia                    | 18 november    |
| 36 | New Hampshire 300                            | New Hampshire International Speedway, Loudon, New Hampshire | 23 november    |

## Resultat
| Nr | Tävling                                      | Pole position      | Flest ledda varv          | Vinnare            | Team                     | Konstruktör | Rapport |
| -- | -------------------------------------------- | ------------------ | ------------------------- | ------------------ | ------------------------ | ----------- | ------- |
| U  | Budweiser Shootout                           | Ken Schrader       | Tony Stewart              | Tony Stewart       | Joe Gibbs Racing         | Pontiac     | Rapport |
| KV | Gatorade 125 1                               | Bill Elliott       | Dale Earnhardt            | Sterling Marlin    | Chip Ganassi Racing      | Dodge       | Rapport |
| KV | Gatorade 125 2                               | Stacy Compton      | Dale Earnhardt Jr.        | Mike Skinner       | Richard Childress Racing | Chevrolet   | Rapport |
| 1  | Daytona 500                                  | Bill Elliott       | Ward Burton               | Michael Waltrip    | Dale Earnhardt Inc.      | Chevrolet   | Rapport |
| 2  | Dura Lube 400                                | Jeff Gordon        | Jeff Gordon               | Steve Park         | Dale Earnhardt Inc.      | Chevrolet   | Rapport |
| 3  | UAW-DaimlerChrysler 400                      | Dale Jarrett       | Mark Martin               | Jeff Gordon        | Hendrick Motorsports     | Chevrolet   | Rapport |
| 4  | Cracker Barrel Old Country Store 500         | Dale Jarrett       | Jeff Gordon               | Kevin Harvick      | Richard Childress Racing | Chevrolet   | Rapport |
| 5  | Carolina Dodge Dealers 400                   | Jeff Gordon        | Steve Park                | Dale Jarrett       | Robert Yates Racing      | Ford        | Rapport |
| 6  | Food City 500                                | Mark Martin        | Kevin Harvick             | Elliott Sadler     | Wood Brothers Racing     | Ford        | Rapport |
| 7  | Harrah's 500                                 | Dale Earnhardt Jr. | Dale Jarrett              | Dale Jarrett       | Robert Yates Racing      | Ford        | Rapport |
| 8  | Virginia 500                                 | Jeff Gordon        | Bobby Hamilton            | Dale Jarrett       | Robert Yates Racing      | Ford        | Rapport |
| 9  | Talladega 500                                | Stacy Compton      | Sterling Marlin           | Bobby Hamilton     | Andy Petree Racing       | Chevrolet   | Rapport |
| 10 | Napa Auto Parts 500                          | Bobby Labonte      | Rusty Wallace             | Rusty Wallace      | Penske Racing South      | Ford        | Rapport |
| 11 | Pontiac Excitement 400                       | Mark Martin        | Rusty Wallace             | Tony Stewart       | Joe Gibbs Racing         | Pontiac     | Rapport |
| U  | Winston Open                                 | Johnny Benson      | Ryan Newman               | Johnny Benson      | MBV Motorsports          | Pontiac     | Rapport |
| U  | No Bull Sprint                               | Mike Wallace       | Todd Bodine               | Todd Bodine        | Carter-Haas Motorsports  | Ford        | Rapport |
| U  | The Winston                                  | Rusty Wallace      | Ward Burton Johnny Benson | Jeff Gordon        | Hendrick Motorsports     | Chevrolet   | Rapport |
| 12 | Coca-Cola 600                                | Ryan Newman        | Jeff Burton               | Jeff Burton        | Roush Racing             | Ford        | Rapport |
| 13 | MBNA Platinum 400                            | Dale Jarrett       | Jeff Gordon               | Jeff Gordon        | Hendrick Motorsports     | Chevrolet   | Rapport |
| 14 | Kmart 400                                    | Jeff Gordon        | Jeff Gordon               | Jeff Gordon        | Hendrick Motorsports     | Chevrolet   | Rapport |
| 15 | Pocono 500                                   | Ricky Rudd         | Jeff Gordon               | Ricky Rudd         | Robert Yates Racing      | Ford        | Rapport |
| 16 | Dodge/Save Mart 350                          | Jeff Gordon        | Jeff Gordon               | Tony Stewart       | Joe Gibbs Racing         | Pontiac     | Rapport |
| 17 | Pepsi 400                                    | Sterling Marlin    | Dale Earnhardt Jr.        | Dale Earnhardt Jr. | Dale Earnhardt Inc.      | Chevrolet   | Rapport |
| 18 | Tropicana 400                                | Todd Bodine        | Kevin Harvick             | Kevin Harvick      | Richard Childress Racing | Chevrolet   | Rapport |
| 19 | New England 300                              | Jeff Gordon        | Jeff Gordon               | Dale Jarrett       | Robert Yates Racing      | Ford        | Rapport |
| 20 | Pennsylvania 500                             | Todd Bodine        | Jeff Gordon               | Bobby Labonte      | Joe Gibbs Racing         | Pontiac     | Rapport |
| 21 | Brickyard 400                                | Jimmy Spencer      | Steve Park                | Jeff Gordon        | Hendrick Motorsports     | Chevrolet   | Rapport |
| 22 | Global Crossing @ The Glen                   | Dale Jarrett       | Jeff Burton               | Jeff Gordon        | Hendrick Motorsports     | Chevrolet   | Rapport |
| 23 | Pepsi 400 presented by Meijer                | Ricky Craven       | Bill Elliott              | Sterling Marlin    | Chip Ganassi Racing      | Dodge       | Rapport |
| 24 | Sharpie 500                                  | Jeff Green         | Jeff Gordon               | Tony Stewart       | Joe Gibbs Racing         | Pontiac     | Rapport |
| 25 | Mountain Dew Southern 500                    | Kurt Busch         | Jeff Gordon               | Ward Burton        | Bill Davis Racing        | Dodge       | Rapport |
| 26 | Chevrolet Monte Carlo 400                    | Jeff Gordon        | Rusty Wallace             | Ricky Rudd         | Robert Yates Racing      | Ford        | Rapport |
| 27 | MBNA Cal Ripken Jr. 400                      | Dale Jarrett       | Dale Earnhardt Jr.        | Dale Earnhardt Jr. | Dale Earnhardt Inc.      | Chevrolet   | Rapport |
| 28 | Protection One 400                           | Jason Leffler      | Rusty Wallace             | Jeff Gordon        | Hendrick Motorsports     | Chevrolet   | Rapport |
| 29 | UAW-GM Quality 500                           | Jimmy Spencer      | Sterling Marlin           | Sterling Marlin    | Chip Ganassi Racing      | Dodge       | Rapport |
| 30 | Old Dominion 500                             | Todd Bodine        | Ricky Craven              | Ricky Craven       | PPI Motorsports          | Ford        | Rapport |
| 31 | EA Sports 500                                | Stacy Compton      | Dale Earnhardt Jr.        | Dale Earnhardt Jr. | Dale Earnhardt Inc.      | Chevrolet   | Rapport |
| 32 | Checker Auto Parts 500 presented by Pennzoil | Casey Atwood       | Jeff Burton               | Jeff Burton        | Roush Racing             | Ford        | Rapport |
| 33 | Pop Secret Microwave Popcorn 400             | Kenny Wallace      | Joe Nemechek              | Joe Nemechek       | Andy Petree Racing       | Chevrolet   | Rapport |
| 34 | Pennzoil Freedom 400                         | Bill Elliott       | Tony Stewart              | Bill Elliott       | Evernham Motorsports     | Dodge       | Rapport |
| 35 | Napa 500                                     | Dale Earnhardt Jr. | Dale Earnhardt Jr.        | Bobby Labonte      | Joe Gibbs Racing         | Pontiac     | Rapport |
| 36 | New Hampshire 300                            | Jeff Gordon        | Jeff Gordon               | Robby Gordon       | Richard Childress Racing | Chevrolet   | Rapport |

## Slutställning

### Förarmästerskapet
| Plats | Förare             | Märke     | Poäng |
| ----- | ------------------ | --------- | ----- |
| 1     | Jeff Gordon        | Chevrolet | 5112  |
| 2     | Tony Stewart       | Chevrolet | 4763  |
| 3     | Sterling Marlin    | Dodge     | 4741  |
| 4     | Ricky Rudd         | Ford      | 4706  |
| 5     | Dale Jarrett       | Ford      | 4612  |
| 6     | Bobby Labonte      | Pontiac   | 4561  |
| 7     | Rusty Wallace      | Ford      | 4481  |
| 8     | Dale Earnhardt Jr. | Chevrolet | 4460  |
| 9     | Kevin Harvick      | Chevrolet | 4406  |
| 10    | Jeff Burton        | Ford      | 4394  |

### Märkesmästerskapet
| Pos     | Tillverkare | Vinster | Poäng |
| ------- | ----------- | ------- | ----- |
| 1       | Chevrolet   | 16      | 248   |
| 2       | Ford        | 11      | 217   |
| 3       | Pontiac     | 5       | 169   |
| 4       | Dodge       | 4       | 158   |
| Källor: |             |         |       |